# Perdonanza Celestiniana
(Motto dell'evento)
La Perdonanza Celestiniana è un evento storico-religioso che si tiene annualmente all'Aquila il 28 e 29 agosto.
La celebrazione fu istituita da papa Celestino V nel 1294 con l'emanazione della Bolla pontificia Inter sanctorum solemnia (detta anche Bolla del Perdono), con la quale concesse l'indulgenza plenaria a chiunque, confessato e pentito, fosse entrato nella basilica di Santa Maria di Collemaggio dai vespri del 28 agosto a quelli del 29. L'evento, che nel 2025 celebra la sua 731ª edizione, è dunque precursore del Giubileo universale della Chiesa cattolica istituito da papa Bonifacio VIII nel 1300 ed è stato nel tempo accompagnato da numerose altre manifestazioni di carattere civico e storico, che si svolgono durante tutta l'ultima settimana di agosto.
La ricorrenza è "Patrimonio d'Italia per la tradizione" dal 2011 ed è stata iscritta nella "Lista rappresentativa del patrimonio culturale immateriale dell'umanità" dell'UNESCO nel 2019.

## Storia

### Quadro storico
Fondata nel 1254, sul finire del XIII secolo L'Aquila era una giovane città, che, avendo rapidamente accresciuto il suo potere ed essendosi schierata con la Chiesa nella contesa tra Papato e Impero, era già stata distrutta da Manfredi (1259) e rifondata per mano di Carlo I d'Angiò (1265); la rifondazione angioina le donò inoltre una particolare struttura urbanistica formata da numerosi spazi urbani (locali) facenti riferimento ognuno ad un particolare villaggio della conca aquilana che aveva contribuito alla fondazione della città. Ciascun locale disponeva di una piazza, di una fontana e di una chiesa il che accentuò e radicalizzò tra i nuovi abitanti il senso di appartenenza al castello di provenienza.

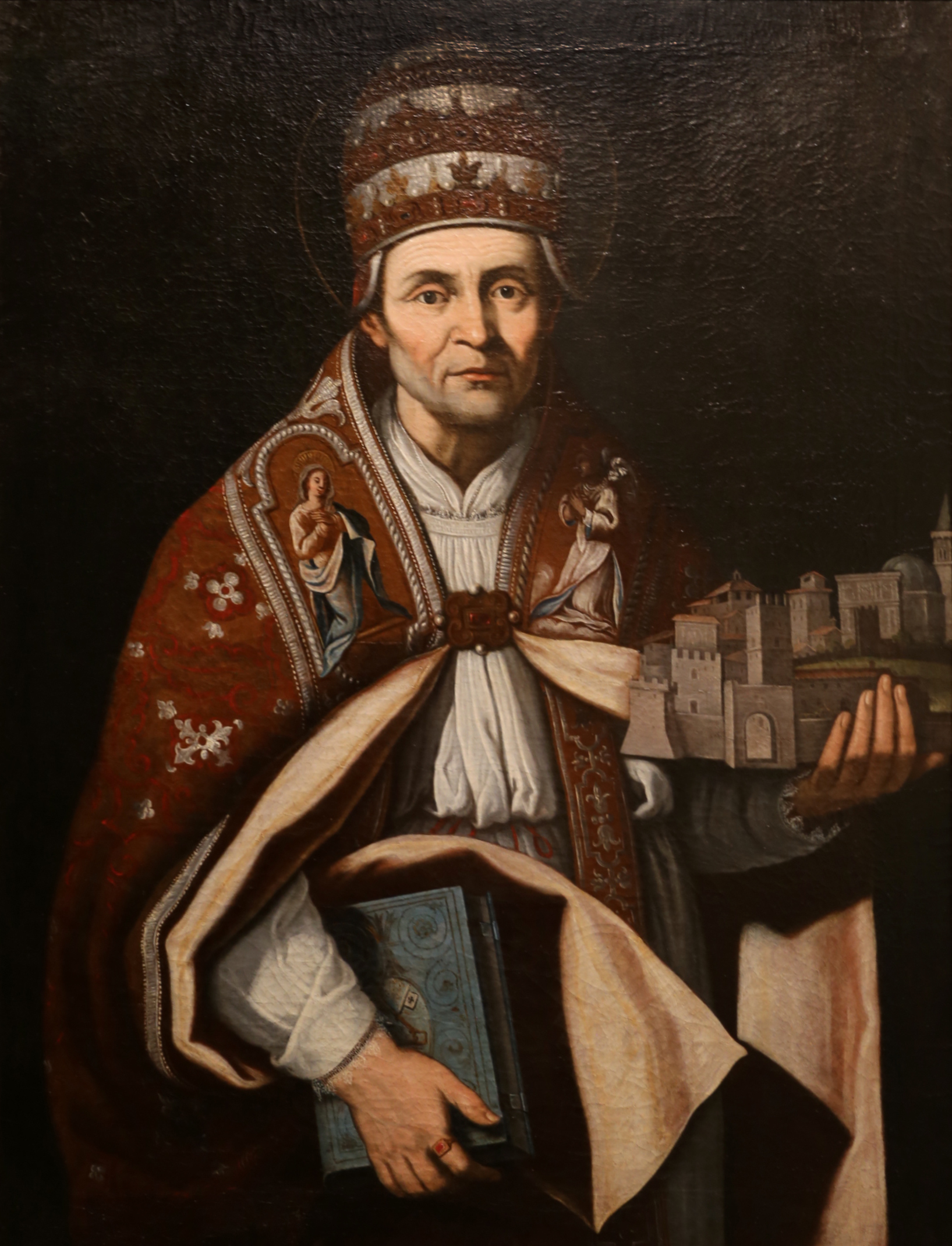
San Celestino V, di Giulio Cesare Bedeschini (prima metà del XVII secolo; Museo nazionale d'Abruzzo, L'Aquila)

In questo quadro storico la città ospitò, nel 1275, Pietro Angelerio del Morrone, un religioso che, abbandonata la vita da eremita, aveva trovato temporaneamente rifugio presso l'abbazia di Santa Maria dell'Assunzione, su un promontorio poco fuori le mura dell'Aquila denominato Colle di Maggio; secondo la leggenda, fu qui che incontrò in sogno la Vergine Maria e con lei concordò la costruzione di una nuova maestosa chiesa in quel luogo. I lavori cominciarono nel 1287 e già l'anno successivo, precisamente il 25 agosto 1288, venne consacrata la basilica di Santa Maria di Collemaggio.
Poco dopo la Chiesa si trovò alle prese con una difficile elezione papale a seguito della morte di papa Niccolò IV, avvenuta il 4 aprile 1292. Le riunioni, che si rivelarono a lungo infruttuose, si tennero in numerose sedi romane, prima che un'epidemia di peste causasse la morte di un porporato; ciò portò allo scioglimento temporaneo dell'assemblea. Nel 1293 il Collegio dei Cardinali si riunì nuovamente, questa volta a Perugia, e fu sollecitato dallo stesso Pietro del Morrone a trovare nel più breve tempo possibile un nuovo pastore; a quel punto l'eremita divenne un candidato al Soglio e il 5 luglio 1294 il conclave lo designò all'unanimità come nuovo pontefice.

### Celestino V e la Bolla del Perdono
Una delegazione di tre vescovi fu incaricata di portare la notizia a Pietro del Morrone, che si trovava in eremitaggio sulle montagne del Morrone, e contestualmente si mosse alla volta degli Abruzzi anche Carlo II d'Angiò; il monaco accettò l'investitura non senza titubanze e, all'alba del 25 luglio 1294, un corteo si mosse dall'eremo di Sant'Onofrio al Morrone (nell'attuale comune di Sulmona) per raggiungere L'Aquila, dove era stato convocato il Sacro Collegio. Il 29 agosto di quell'anno, nella basilica di Santa Maria di Collemaggio, da lui stesso fatta costruire, e alla presenza di re Carlo II, di suo figlio Carlo Martello e numerosi tra cardinali e principi, gli furono consegnate le vesti pontificali e l'eremita divenne papa con il nome di Celestino V.

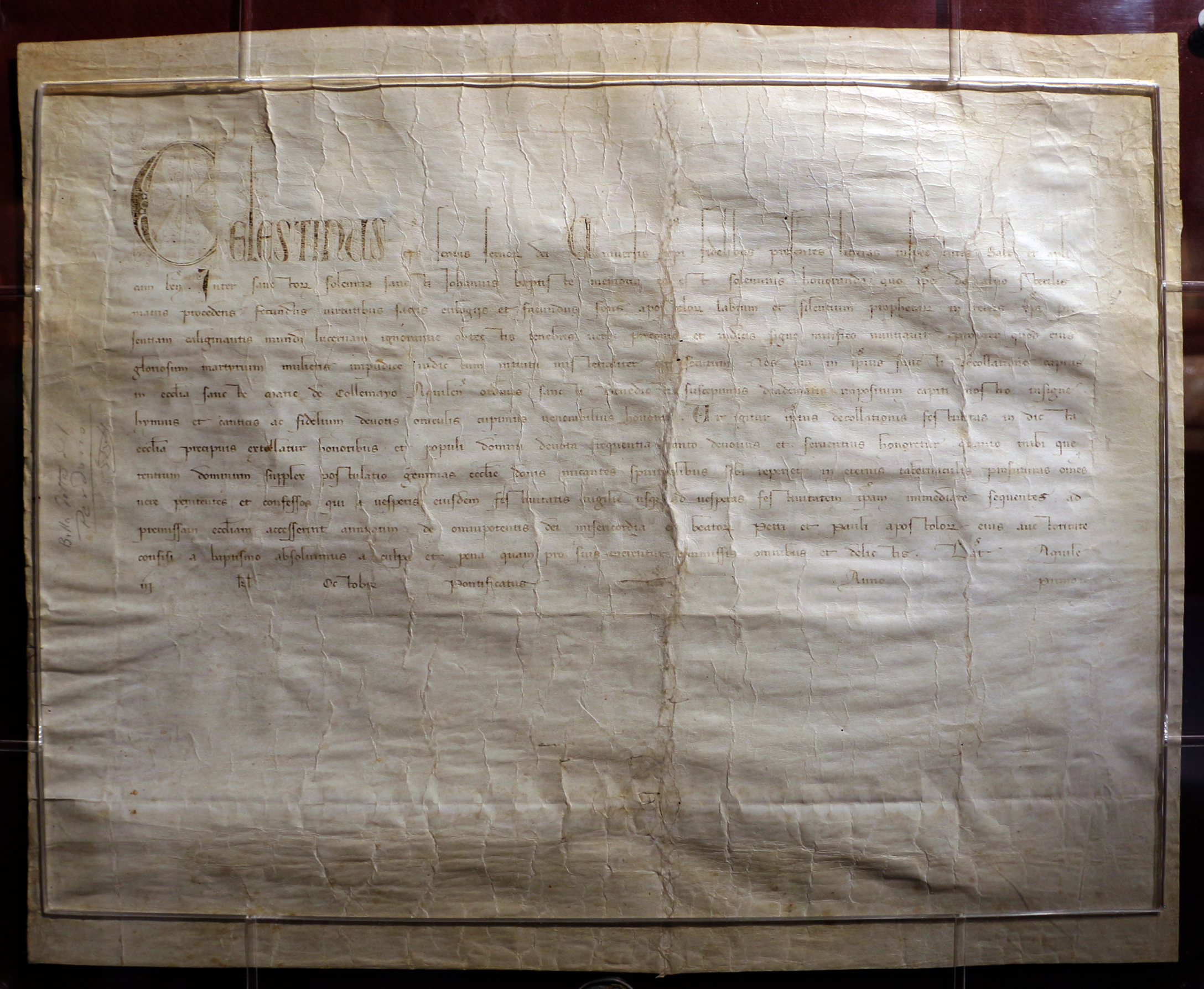
La Bolla Inter sanctorum solemnia, emanata da papa Celestino V nel settembre 1294 (conservata prima del terremoto dell'Aquila del 2009 nella Torre civica)

Celestino V fu in realtà protagonista di un papato brevissimo, dal momento che si dimise nel dicembre dello stesso anno e morì imprigionato nel 1296; i suoi quattro mesi di pontificato non furono tuttavia privi di importanza: il 29 settembre 1294, a un mese esatto dall’incoronazione a pontefice, promulgò infatti una bolla pontificia con cui concedeva un'indulgenza plenaria a tutta l'umanità, senza distinzioni. Un evento eccezionale, visto che accadeva in un periodo in cui il perdono era spesso legato alla speculazione e al denaro. La bolla, chiamata Inter sanctorum solemnia e meglio nota come Bolla del Perdono, introduceva i concetti di pace, solidarietà e riconciliazione, e poneva solo due condizioni per ottenere il perdono: l'ingresso nella basilica di Santa Maria di Collemaggio «dai vespri della vigilia della festività di San Giovanni fino ai vespri immediatamente seguenti la festività» – ovvero nell'arco di tempo compreso tra la sera del 28 e quella del 29 agosto (anniversario della sua investitura) di ogni anno – e l'essere «veramente pentiti e confessati». Emanando la Bolla del Perdono, Celestino V stabilì quindi un precedente del Giubileo universale della Chiesa cattolica; la consuetudine d'un periodico anno santo infatti, che Papa Bonifacio VIII avrebbe introdotto con cadenza secolare nel 1300, trova così la sua prima formulazione (unica nel mondo a cadenza annuale) nel capoluogo abruzzese. La tradizione popolare vuole che per lucrare l'indulgenza si debba attraversare una porta specifica, la Porta Santa, posta sul lato sinistro della Basilica di Collemaggio, che viene aperta solamente in occasione della Perdonanza. In realtà la Bolla chiede solo di entrare nella chiesa, dal momento che tale porta non esisteva all'epoca di Celestino V, ma fu aggiunta secoli dopo.

### La cerimonia del Perdono
La prima celebrazione del Perdono ebbe luogo nel 1295, contro la volontà del nuovo pontefice Bonifacio VIII, il quale in data 18 agosto aveva persino fatto promulgare una nuova bolla per annullare quella del suo predecessore. Il documento celestiniano, però, era stato conservato per volere dei cittadini dall'autorità civile comunale e quindi non era più in possesso e a disposizione della Chiesa; rispettando il dettato di papa Celestino V, quindi, la Bolla venne portata in corteo sino alla basilica di Santa Maria di Collemaggio, dove venne mostrata ai fedeli. Da quel momento il 28 agosto costituì un appuntamento fondamentale per i pellegrini e i mercanti che giungevano in città, punto di passaggio oramai obbligato sulla Via degli Abruzzi, che da Firenze portava a Napoli.

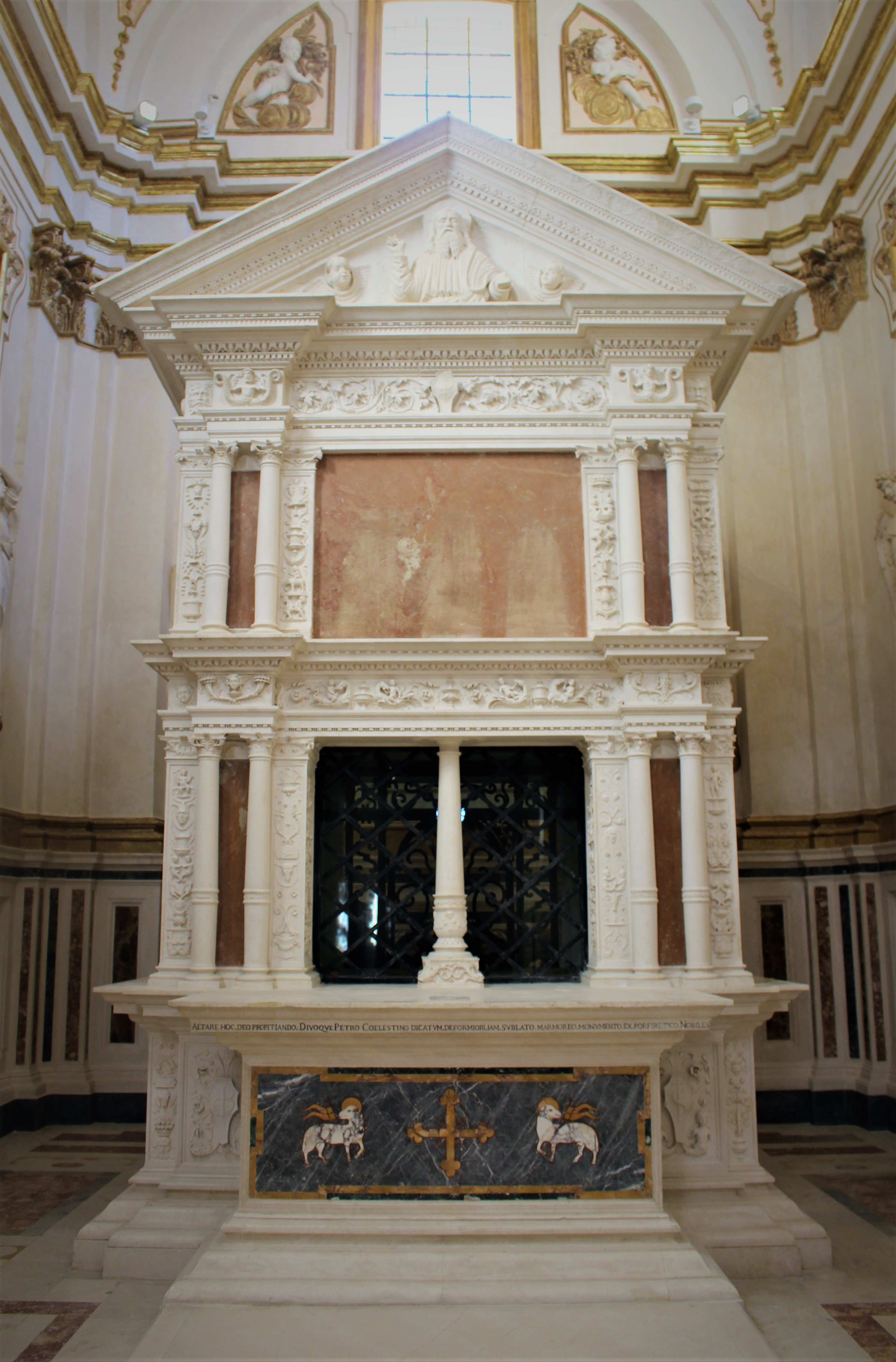
Mausoleo di Celestino V, di Girolamo Pittoni (1517; Basilica di Santa Maria di Collemaggio, L'Aquila)

La cerimonia divenne ancor più importante a partire dal 1327, quando le spoglie di papa Celestino V furono traslate nella basilica aquilana e conservate in un'apposita cappella, arricchita nel Cinquecento da un mausoleo. Già negli anni successivi la cerimonia era contornata da vari eventi in città, tra cui un importante fiera mercantile. Dal XV secolo invece, per imitazione di quanto avveniva in occasione del Giubileo romano, venne predisposto l'accesso ai fedeli da un portale laterale denominato Porta santa.  La Perdonanza continuò ad essere celebrata, anche se probabilmente ci fu un'interruzione di otto anni dal 1460 al 1467 sotto papa Pio II, grazie ai cardinali Amico Agnifili e Giovanni Battista Mellini e nel 1477, con una spesa di circa duecento ducati, le autorità civili della città riuscirono a far riconoscere da Papa Sisto IV la conferma perpetua della cerimonia e la sua irrevocabilità; gli afflussi di pellegrini continuano, anche se in alcune circostanza diminuirono a causa di varie pestilenze.
Nel 1967 papa Paolo VI, all'interno di un'opera di riordino delle indulgenze attraverso l'Indulgentiarum doctrina e il Manuale delle indulgenze, riconobbe l'autenticità della Bolla Inter sanctorum solemnia e confermò la validità religiosa della Perdonanza Celestiniana.

#### La durata temporale del Perdono
La Bolla di Celestino V prescriveva che l'indulgenza fosse data a chiunque fosse entrato nella Basilica "dai vespri della vigilia della festività di San Giovanni fino ai vespri immediatamente seguenti", quindi dal tramonto del 28 a quello del 30, dato che la festa di San Giovanni Battista è celebrata il 29 agosto. Questa era probabilmente la pratica originale, poiché così è attestata la cerimonia negli scritti del 1630 di Lelio Marino Lodeggiano, abate generale della Congregazione dei celestini; tuttavia il vescovo dell'Aquila, in disaccordo con questa interpretazione, affermava la durata di un singolo giorno per la Perdonanza. La disputa tra la Diocesi e i monaci celestini di Collemaggio, la cui causa era anche sostenuta dalle autorità civili, trovò risoluzione nel 1677, quando il sacrista pontificio Giuseppe Eusanio, Vescovo di Porfireone, fu incaricato di porre la questione davanti alla Congregazione per le indulgenze e le sacre reliquie; questa deliberò in favore della cerimonia di due giorni. Nei secoli fu continuata quindi questa pratica, come attestato da scritti dell'Accademia dei Velati (1694) e dalla "Guida storica della Città dell'Aquila" di Teodoro dei Baroni Bonanni (1874), successiva addirittura alla soppressione dell'ordine dei celestini del 1807; nel 1932, però, fu messa in atto una rievocazione storica dell'incoronazione di Celestino V e in quell'occasione fu deciso di ridurre a un giorno il periodo del Perdono.

### La Perdonanza oggi

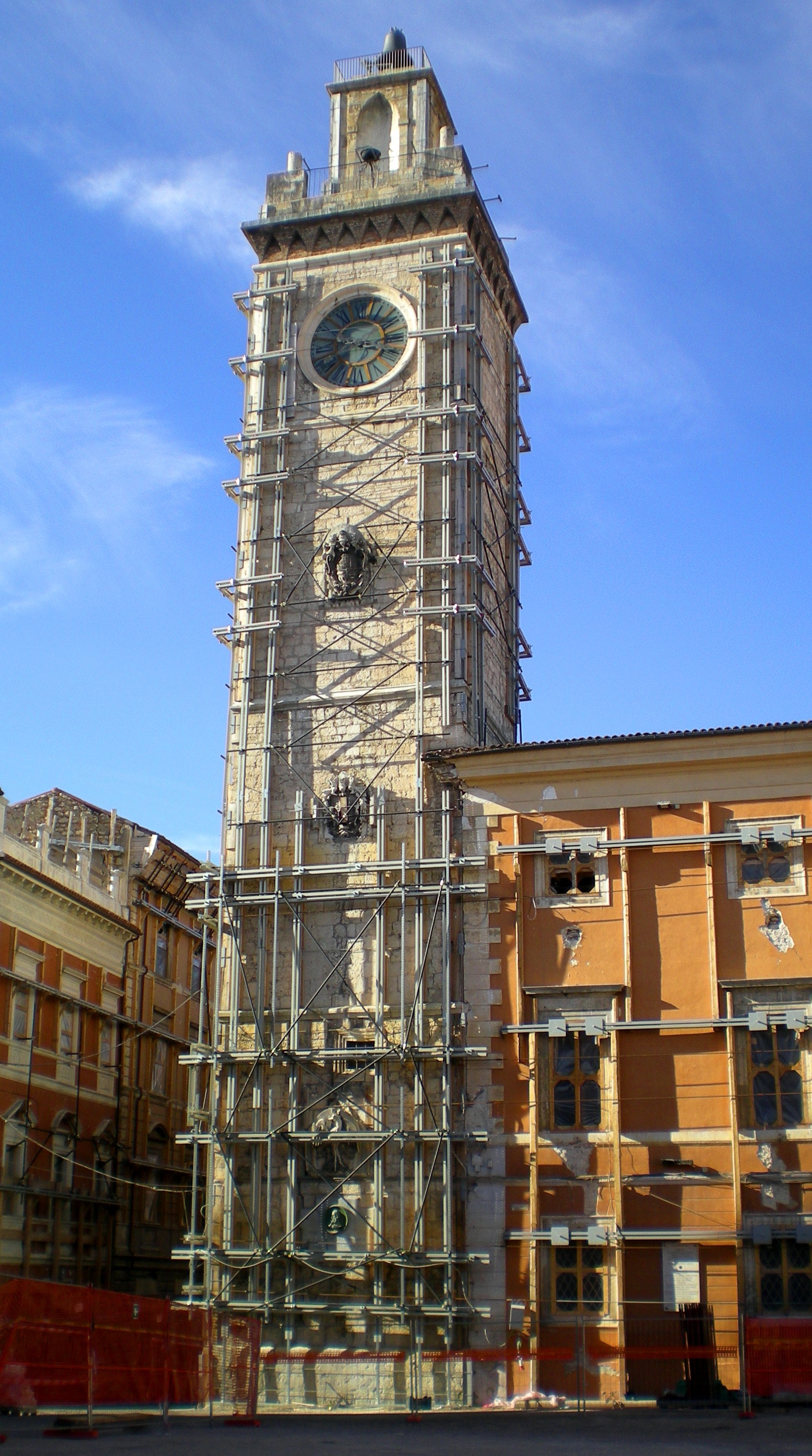
La torre civica di Palazzo Margherita lesionata, in cui era custodita la Bolla prima del terremoto del 2009

Con il passare dei secoli l'evento piombò tuttavia nel disinteresse generale, tanto che nella seconda metà del XX secolo la cerimonia detta della Perdonanza, termine medievale riportato in vigore dal poeta abruzzese Gabriele D'Annunzio, era ormai limitata alla funzione religiosa e a poco altro; solo tra gli anni settanta e ottanta vi fu una riscoperta della figura di Celestino V e della sua Bolla del Perdono.
Nel 1983, l'allora sindaco dell'Aquila Tullio De Rubeis decise di rilanciare la cerimonia: parallelamente alle manifestazioni religiose fu ripristinato il corteo storico (il Corteo della Bolla) per portare il documento dalla Torre civica di Palazzo Margherita (dove era stato trasferito dalla vecchia sede del Forte spagnolo) fino alla basilica di Santa Maria di Collemaggio immediatamente prima dell'apertura della Porta Santa. L'artista Remo Brindisi fu incaricato di progettare la nuova teca a forma di aquila con cui viene portata la Bolla, e grazie alla collaborazione di storici ed artisti aquilani furono messe in atto numerose altre manifestazioni di carattere civico e sociale durante l'intera settimana precedente il rito, accentuando il doppio carattere secolare e religioso della festa. In quest'occasione, il rito religioso fu ripreso nella sua forma di un solo giorno introdotta nel 1932.
All'inizio del XXI secolo è stata migliorata nuovamente l'offerta di celebrazioni e spettacoli che hanno avuto luogo nella settimana della Perdonanza: si sono esibiti durante le festività molti artisti, tra cui Biagio Antonacci, Franco Battiato, Goran Bregović, Carmen Consoli, Pino Daniele, Fiorella Mannoia, Ennio Morricone, Massimo Ranieri, Zucchero Fornaciari.
Nel 2011, la celebrazione è stata riconosciuta Patrimonio d'Italia per la tradizione, ed è stata successivamente avanzata la richiesta per il suo inserimento nella lista dei Patrimoni orali e immateriali dell'umanità patrocinata dall'UNESCO. Quest'ultimo riconoscimento è avvenuto il 12 dicembre 2019, data in cui la Perdonanza è stata ufficialmente iscritta nella "Lista rappresentativa del patrimonio culturale immateriale dell'umanità".

## Celebrazioni
Le festività hanno luogo durante l'intera settimana che precede l'apertura della Porta Santa, generalmente tra il 23 ed il 29 agosto di ogni anno. I tre appuntamenti principali dell'evento sono il cammino del Fuoco del Morrone (antecedente alla settimana festiva), il corteo della Bolla e, infine, l'apertura della Porta Santa della basilica di Santa Maria di Collemaggio.

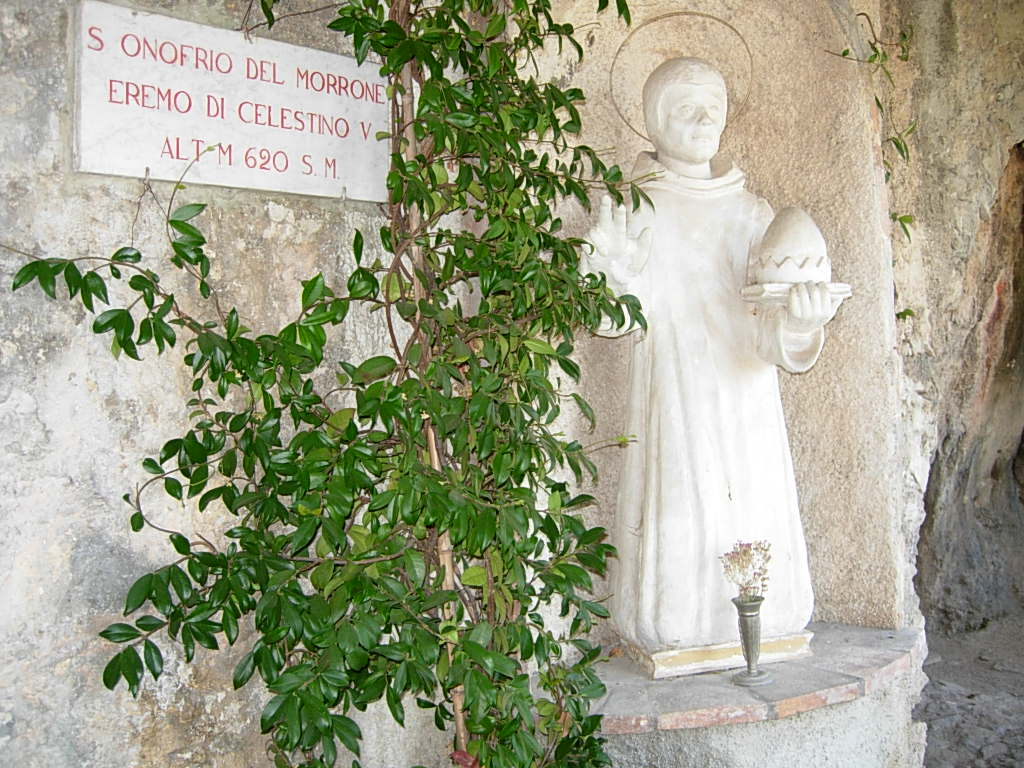
Statua di papa Celestino V nell'eremo di Sant'Onofrio al Morrone.

### Il Fuoco del Morrone
Il primo evento della Perdonanza è il cammino del "Fuoco del Morrone": questa tradizione si rifà al corteo con cui Pietro del Morrone, in sella ad un asino, partì dall'eremo di Sant'Onofrio al Morrone (nel comune di Sulmona) e fece il suo ingresso trionfale all'Aquila il 27 luglio 1294, attraversando varie località della valle Subequana e della conca aquilana. La rievocazione, iniziata nel 1980, prevede che i tedofori accendano la fiaccola, il "Fuoco" appunto, nell'eremo morronese e la portino di corsa, con un percorso di diverse giornate e attraversando vari comuni, fino ad arrivare in Piazza Palazzo, all'Aquila, dove accendono il tripode posto sulla torre civica, la stessa in cui è custodita la Bolla del Perdono, generalmente il 23 agosto, dando così inizio alla settimana di festività.

### Il corteo della Bolla
Dopo la settimana di eventi culturali e artistici, si svolge il 28 agosto un corteo storico e civile che da Palazzo Margherita raggiunge la basilica di Santa Maria di Collemaggio, durante il quale la Bolla viene fatta sfilare davanti alla cittadinanza.
La rievocazione, istituita anch'essa nel 1983 e curata nella prima edizione dallo storico aquilano Errico Centofanti, vede le principali autorità civili e religiose sfilare insieme a numerosi figuranti in abiti d'epoca di foggia quattrocentesca; il corteo storico è preceduto da un corteo civile, di cui fanno parte numerose associazioni cittadine e in cui sono ospitati anche dei "forestieri", tra cui i rappresentanti delle autorità di Rottweil, città gemellata, e della Nobile Contrada dell'Aquila di Siena; altro elemento del corteo è la presenza dei gonfaloni dei Quarti, i rioni storici della città.
All'interno dei figuranti si possono riconoscere tre personaggi principali, che sono:
- la Dama della Bolla, che è la ragazza scelta per portare la Bolla del Perdono (in realtà dal 1997 per esigenze di conservazione la Dama reca solo la teca, poggiata su un cuscino, dove precedentemente era custodito il documento);[14]
- il Giovin Signore, che è il ragazzo che accompagna la Dama e reca il ramo d'ulivo utilizzato nell'apertura della Porta Santa;
- la Dama della Croce, che è la ragazza che porta il dono (una "Croce" appunto) con cui la cittadinanza ringrazia colui che aprirà la porta. Non si conosce il motivo per il quale, nei 40 anni di celebrazione del corteo (dal 1983) il figurante di papa Celestino V non è presente nello stesso, essendo, tra l'altro, lui nel diritto di portare la "sua" "Bulla" e consegnarla al vescovo della città dinnanzi alla Porta Santa.

Il percorso comprende generalmente il passaggio per Piazza Palazzo, Corso Vittorio Emanuele, Corso Federico II, Viale Francesco Crispi e Viale di Collemaggio sino alla basilica.

### L'apertura della Porta Santa
(Parole di benedizione all'apertura della Porta Santa)
L'indulgenza vera e propria inizia il 28 agosto al tramonto, cioè al termine del corteo storico; dal XV secolo venne predisposto l'ingresso alla basilica di Santa Maria di Collemaggio mediante un'entrata laterale, che porta il nome di Porta Santa. La cerimonia prevede la consegna del documento da parte della Dama della Bolla alla massima autorità civica (oggi il sindaco) che ne dà pubblica lettura; quindi un cardinale, appositamente designato dalla Santa Sede, batte per tre volte sulla porta con un ramo d'ulivo, donatogli dal Giovin Signore, e rende possibile l'ingresso alla basilica e quindi il raggiungimento dell'indulgenza; il cardinale viene poi ringraziato dal sindaco con il dono consegnatogli dalla Dama della Croce.

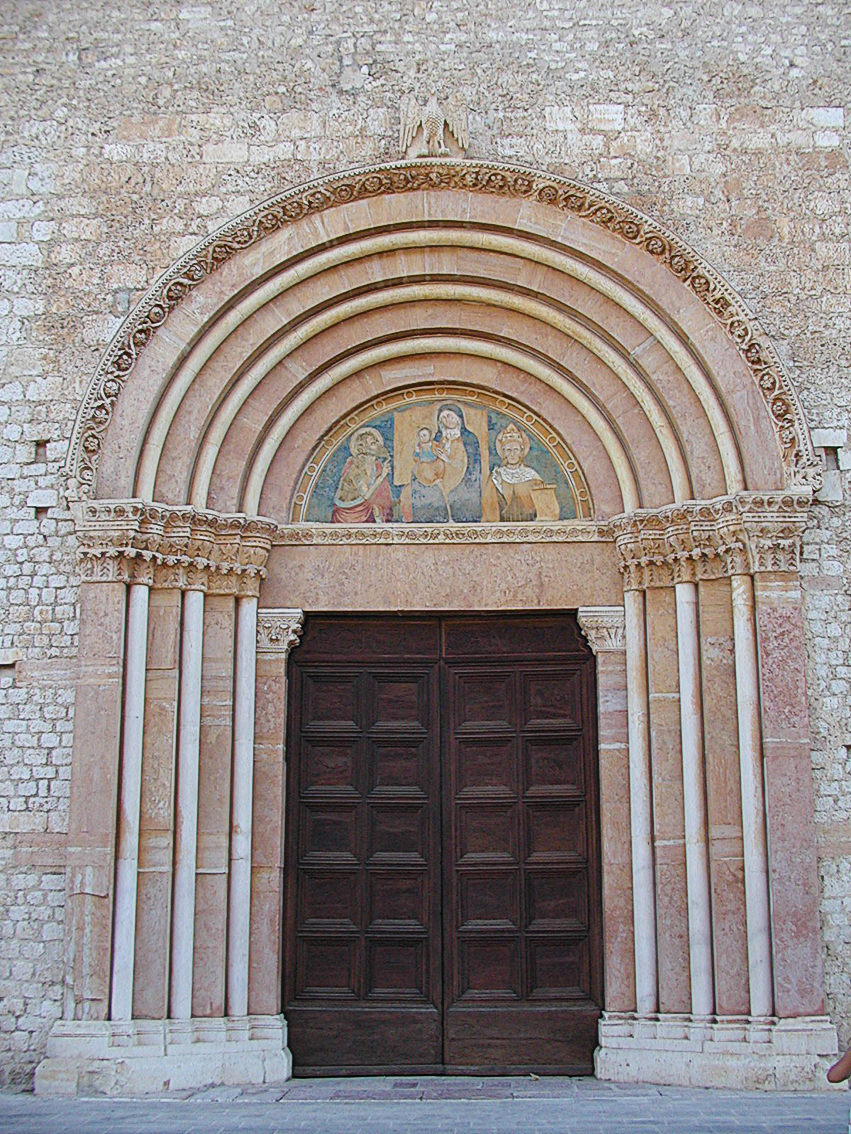
La Porta Santa sul lato sinistro della basilica di Santa Maria di Collemaggio.

I cardinali che hanno aperto la Porta Santa dal 1982 sono:
- 1982 • Corrado Bafile
- 1983 • Carlo Confalonieri
- 1984 • Ferdinando Antonelli
- 1985 • Corrado Ursi
- 1986 • Antonio Innocenti
- 1987 • Jozef Tomko
- 1988 • Achille Silvestrini
- 1989 • Salvatore Pappalardo
- 1990 • Giuseppe Caprio
- 1991 • Jérôme Hamer
- 1992 • Fiorenzo Angelini
- 1993 • Angelo Sodano
- 1994 • Virgilio Noè
- 1995 • Vincenzo Fagiolo
- 1996 • Roger Etchegaray
- 1997 • Pio Laghi
- 1998 • Vincenzo Fagiolo
- 1999 • Salvatore De Giorgi
- 2000 • Virgilio Noè
- 2001 • Giovanni Battista Re
- 2002 • Vinko Puljić
- 2003 • Sergio Sebastiani
- 2004 • José Saraiva Martins
- 2005 • Renato Raffaele Martino
- 2006 • Attilio Nicora
- 2007 • Crescenzio Sepe
- 2008 • Giovanni Coppa
- 2009 • Tarcisio Bertone
- 2010 • Walter Kasper
- 2011 • Angelo Comastri
- 2012 • Francesco Coccopalmerio
- 2013 • Domenico Calcagno
- 2014 • Ennio Antonelli
- 2015 • Beniamino Stella
- 2016 • Edoardo Menichelli
- 2017 • Gualtiero Bassetti
- 2018 • João Braz de Aviz
- 2019 • Giuseppe Bertello
- 2020 • Matteo Maria Zuppi
- 2021 • Enrico Feroci[16]
- 2022 • papa Francesco[17]
- 2023 • Marcello Semeraro
- 2024 • Giuseppe Petrocchi

La Bolla del Perdono rimane poi esposta per un giorno intero all'interno della basilica e allo stesso modo la Porta Santa resta aperta sino al tramonto del giorno successivo, il 29 agosto, quando si effettua la cerimonia minore di chiusura presieduta dall'arcivescovo dell'Aquila.